# Codula conspecta
Codula conspecta là một loài ruồi trong họ Asilidae. Codula conspecta được Clements miêu tả năm 1985. Loài này phân bố ở miền Australasia.